# Élections partielles canadiennes de 2024
Les élections partielles canadiennes de 2024 ont lieu le 4 mars dans la circonscription ontarienne de Durham, le 24 juin dans la circonscription ontarienne de Toronto—St. Paul's, le 16 septembre dans la circonscription québécoise de LaSalle—Émard—Verdun et dans la circonscription manitobaine de Elmwood—Transcona, et le 16 décembre dans la circonscription britanno-colombienne de Cloverdale—Langley City.

## Durham
Cette circonscription est considérée comme relativement sûre pour les conservateurs qui la détiennent depuis sa nouvelle recomposition en 2004. Détenu depuis 2012 par Erin O'Toole, chef du Parti conservateur du Canada de 2020 à 2022, elle devient vacante lors du départ de ce dernier le 2 août 2023. L'élection partielle est annoncée le 28 janvier 2024 par le premier ministre Justin Trudeau,. Elle a lieu le 4 mars 2024.

### Résultats
Le candidat du Parti conservateur, Jamil Jivani, remporte l'élection partielle avec plus de 57 % des voix. Le taux de participation est de 27,8 % des électeurs inscrits.

## Toronto—St. Paul's
Cette circonscription, auparavant nommée St. Paul's, est détenue de 1997 à 2024 par la députée libérale Carolyn Bennett, ministre dans le gouvernement Trudeau de 2015 à 2023. Elle devient vacante à la suite de la démission de la députée le 16 janvier 2024 qui accepte le lendemain le poste d'ambassadrice du Canada au Danemark. Pour certains, cette élection partielle se veut un référendum sur le gouvernement Trudeau.
Un nouveau record de candidatures dans l'histoire des élections canadiennes est établi alors que 84 candidats se présentent à l'élection partielle. Ce nombre élevé de candidatures est à l'initiative du Comité du bulletin de vote le plus long (en) qui exprime ainsi son désaccord avec la promesse brisée par Justin Trudeau de réformer le mode de scrutin et son maintien du scrutin uninominal majoritaire à un tour. Élections Canada annonce le 7 juin 2024 avoir créé un bulletin de vote à deux colonnes pour réduire la longueur du bulletin de votes. Alors que les bureaux de vote ferment à 20h30, le décompte des votes ne se termine que vers 4h30, un délai d'environ huit heures pour l'obtention des résultats.
L'élection partielle a lieu le 24 juin 2024.

### Résultats
Le candidat du Parti conservateur, Don Stewart, remporte l'élection partielle avec 42,12 % des voix, une majorité de 633 voix sur la candidate libérale, Leslie Church, qui obtient 40,41 % des voix. Le taux de participation est de 43,92 % des électeurs inscrits.

## LaSalle—Émard—Verdun
La circonscription créée en 2013 lors du redécoupage de la carte électorale a connu trois élections (2015, 2019 et 2021), toutes les trois ont été par le candidat libéral, David Lametti qui a obtenu environ 43 % à 44 % des voix à chaque scrutin, avec des majorités dépassant les 8 000 voix à chaque occasion. Nommé ministre de la Justice et procureur général du Canada dans le gouvernement de Justin Trudeau en janvier 2019, Lametti perd toutes responsabilités en juillet 2023 et quitte ses fonctions de député le 31 janvier 2024. L'élection vise à combler ce départ. La circonscription est considérée comme un « bastion » libéral, mais l'insatisfaction envers le gouvernement libéral et le Nouveau Parti démocratique qui l'a appuyé, ainsi que la division du vote entre ces deux formations, donne un avantage au Bloc québécois d'être élu. Un sondage de Mainstreet Research (en) publié quatre jours avant l'élection, leur donne 5 points d'avance sur les libéraux.
De nouveau, un record de candidatures dans l'histoire des élections canadiennes est établi alors que 91 candidats se présentent à l'élection partielle. Le Comité du bulletin de vote le plus long (en) continue d'exprimer son désaccord avec la promesse brisée par Justin Trudeau de réformer le mode de scrutin en supportant 79 candidats indépendants.
L'élection partielle a lieu le 16 septembre 2024.

### Résultats
Le candidat du Bloc québécois, Louis-Philippe Sauvé, remporte l'élection partielle après une chaude lutte avec les candidats du Parti libéral et du Nouveau Parti démocratique. Il obtient 28,20 % des voix, une majorité de 269 voix sur la candidate libérale, Laura Palestini, obtient 27,35 % des voix. Le néo-démocrate Craig Sauvé obtient 26,13 % des voix. Le taux de participation est de 40,49 % des électeurs inscrits.

## Elmwood—Transcona
La circonscription manitobaine est considérée comme un château-fort du néo-démocrate. Daniel Blaikie occupait le siège depuis 2015, et le NPD depuis 1988 (alors Winnipeg—Transcona) sauf de 2011 à 2015 où un conservateur avait gagné par 300 voix. Le siège s'est libéré le 31 mars 2024 avec le départ de Blaikie qui a accepté un poste de conseiller spécial pour les affaires intergouvernementales au sein du bureau du premier ministre du Manitoba, Wab Kinew.
Malgré l'entente avec les libéraux déchirée 12 jours avant les élections par le NPD, les conservateurs tentent de lier le NPD aux libéraux afin de gagner la circonscription. La lutte se fait entre ces deux partis.
L'élection partielle a lieu le 16 septembre 2024.

### Résultats
La candidate du Nouveau Parti démocratique, Leila Dance, remporte l'élection partielle avec 48,18 % des voix, une majorité de 1 182 voix sur le candidat conservateur, Colin Reynolds, qui obtient 44,00 % des voix. Avec 4,83 % des voix, les libéraux sont en net recul par rapport au 14,74 % obtenu lors du dernier scrutin général de 2021. Le taux de participation est de 39,16 % des électeurs inscrits.

## Cloverdale—Langley City
La circonscription britanno-colombienne est âprement disputée entre les libéraux et les conservateurs, le libéral John Aldag l'ayant gagnée lors de sa création en 2015, pour la perdre aux conservateurs en 2019 mais la regagner en 2021. Ce dernier démissionne le 31 mai 2024 pour se présenter aux élections provinciales de 2024 pour le Nouveau Parti démocratique de la Colombie-Britannique.
L'élection partielle a lieu le 16 décembre 2024.

### Résultats
Tamara Jansen, candidate du Parti conservateur du Canada, reprend son siège qu'elle avait perdu lors des élections générales de 2021 aux mains de John Aldag qui lui-même reprenait la circonscription qu'il avait perdu en 2019 aux mains de Jansen. La participation à l'élection est de moins de 17 % des électeurs inscrits.